# Julian Cash
Julian Cash (n. 29 august 1996, Brighton, Anglia, Regatul Unit) este un jucător de tenis britanic specializat la dublu. Cea mai bună clasare a sa la dublu este locul 2 mondial, în august 2025. Cash a câștigat nouă titluri ATP Tour la dublu, inclusiv un titlu de Grand Slam la Wimbledon 2025 împreună cu Lloyd Glasspool.